# Demetrio Urruchúa
Demetrio Urruchúa (Pehuajó, 19 de abril de 1902-Buenos Aires, 2 de octubre de 1978) fue un artista plástico argentino reconocido internacionalmente por frescos y murales.

## Biografía
Hijo de Amalia Abello y Demetrio Urruchúa. Su pasión por el dibujo y la pintura se manifestaron desde niño. De formación artística autodidacta, viajó a la capital buscando desarrollar su gran vocación, las Artes plásticas.
Paralelamente a su trabajo de pintor, desarrolló otra actividad, la docencia. Maestro muy particular, de fuerte carácter y de honestidad incuestionable, enemigo de la enseñanza académica y conductor de grandes personalidades del arte. Dibujantes, grabadores, pintores que serían luego figuras de renombre como así también literatos tal el caso de Ernesto Sabato, frecuentaron su taller escuela. 
Expuso por primera vez en 1931 en Amigos del Arte, a lo que siguió una extensa trayectoria que lo llevó a exponer en Argentina y el extranjero. Sus obras se encuentran en colecciones privadas como también en el Museo de Arte Moderno de Nueva York, Galería de Arte Internacional Due Mondi de Roma (Italia) y en el Museo Municipal de Montevideo (Uruguay).
En 1939 Urruchúa realizó una exposición de grabados en el Ateneo de Montevideo, organizada por sus alumnas y colegas las uruguayas Amalia Polleri y Carmen Garayalde. Ellas fueron las impulsoras del proyecto para la realización de un fresco en la sala de lectura de la Biblioteca de la Universidad de Mujeres (actualmente es la Biblioteca Prof. Dr. Antonio M. Grompone del Instituto de Profesores Artigas), el primero del pintor. En 1942 comenzó el trabajo del mural cuyo tema fue "La mujer como compañera del hombre", de veintitrés metros de largo por dos de ancho.
En 1944 representó a toda América Latina en el Salón “Cien Años de Pintura Universal” en la ciudad de Boston, Estados Unidos. Trabajó junto a otros grandes de la pintura argentina como Spilimbergo, Berni, Castagnino y Colmeiro, realizando uno de los murales más importantes de Argentina y Latinoamérica como el de las Galerías Pacífico. Además, realizó como muralista trabajos para la Galería San José de Flores —con Spilimbergo, Castagnino y Policastro— y la Sociedad Hebraica Argentina.
Urruchúa falelció el 2 de octubre de 1978 a los setenta y seis años, en Buenos Aires.

### Producción artística

"La fraternidad" (1946), Galerías Pacífico.

Considerado un pintor social, fue esencialmente un pintor realista y marcó toda su obra un compromiso con lo social, con la justicia y en contra de la opresión y el horror de las guerras. Utilizó las técnicas de la monocopia blanco y negro, de la monocopia color, el grabado, la carbonilla, la sanguínea, el dibujo y el óleo.
Entre otras cosas, escribió en su libro Memorias de un pintor.

... el arte es libertad y amor, ya que debe prevalecer el instinto. Pienso que únicamente el artista es el ser privilegiado que posee la virtud o el poder de hacernos vivir un hecho desconocido imponiéndole su sello para que viva eternamente.
Demetrio Urruchúa

## Vida privada
Urruchúa contrajo matrimonio con Amalia Talarico en 1930, tuvieron dos hijas Hebe y Leda Urruchúa.